# Elena Välbe
Elena Valerevna Välbe (sau Vealbe, Vyalbe, Vaelbe; născută Trubițîna; în rusă Еле́на Вале́рьевна Вя́льбе; n. 20 aprilie 1968, Magadan, RSFS Rusă, URSS) este o schioară de fond sovietică, medaliată olimpică. A participat la 3 ediții ale Jocurilor Olimpice (1992, 1994, 1998) în care a câștigat o medalie de bronz.